# Coll de Pèira Sorda
El coll de Pèira Sorda (en francès i oficialment col de Peyresourde) és un port de muntanya dels Pirineus que s'eleva fins a 1.569 metres. Es troba en la frontera dels departaments francesos de l'Alta Garona i els Alts Pirineus. Es troba a la carretera D618 entre Banhèras de Luishon i Àrreu.

## Detalls de l'ascensió
Pel seu vessant est, des de Banhèras de Luishon, el Pèira Sorda té una llargada de 15,2 quilòmetres, en els quals se superen 939 metres de desnivell a una mitjana del 6,1%, tot i que té trams de fins a l'11,7%.
Pel vessant oest, amb inici de l'ascensió a Avajan, són 9,9 els quilòmetres fins al coll, en els quals se superen 655 metres de desnivell, amb una mitjana del 6,6% i trams màxims de fins al 12%.

## El Tour de França

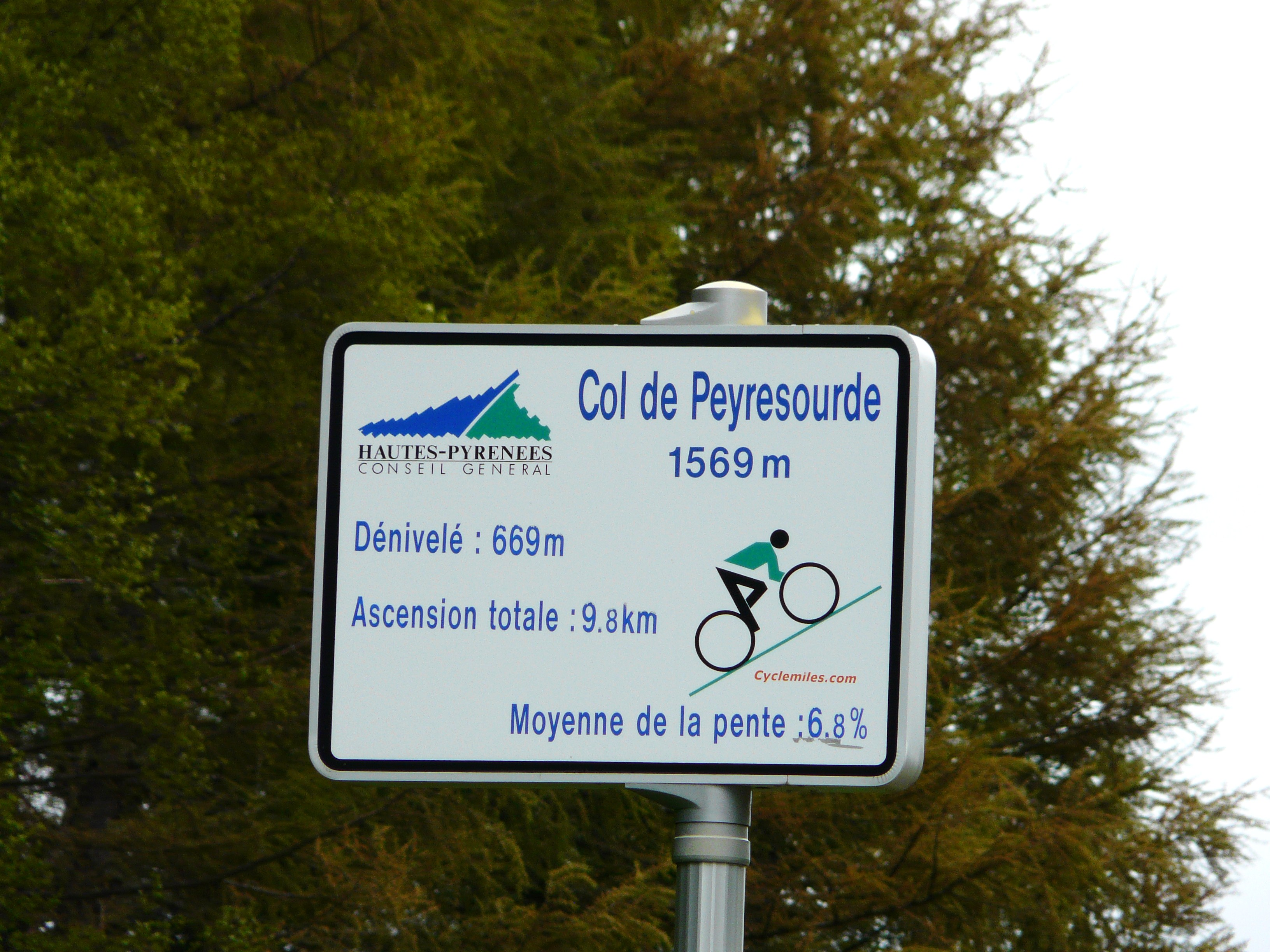
Rètol al cim del coll de Pèira Sorda (vessant oest).

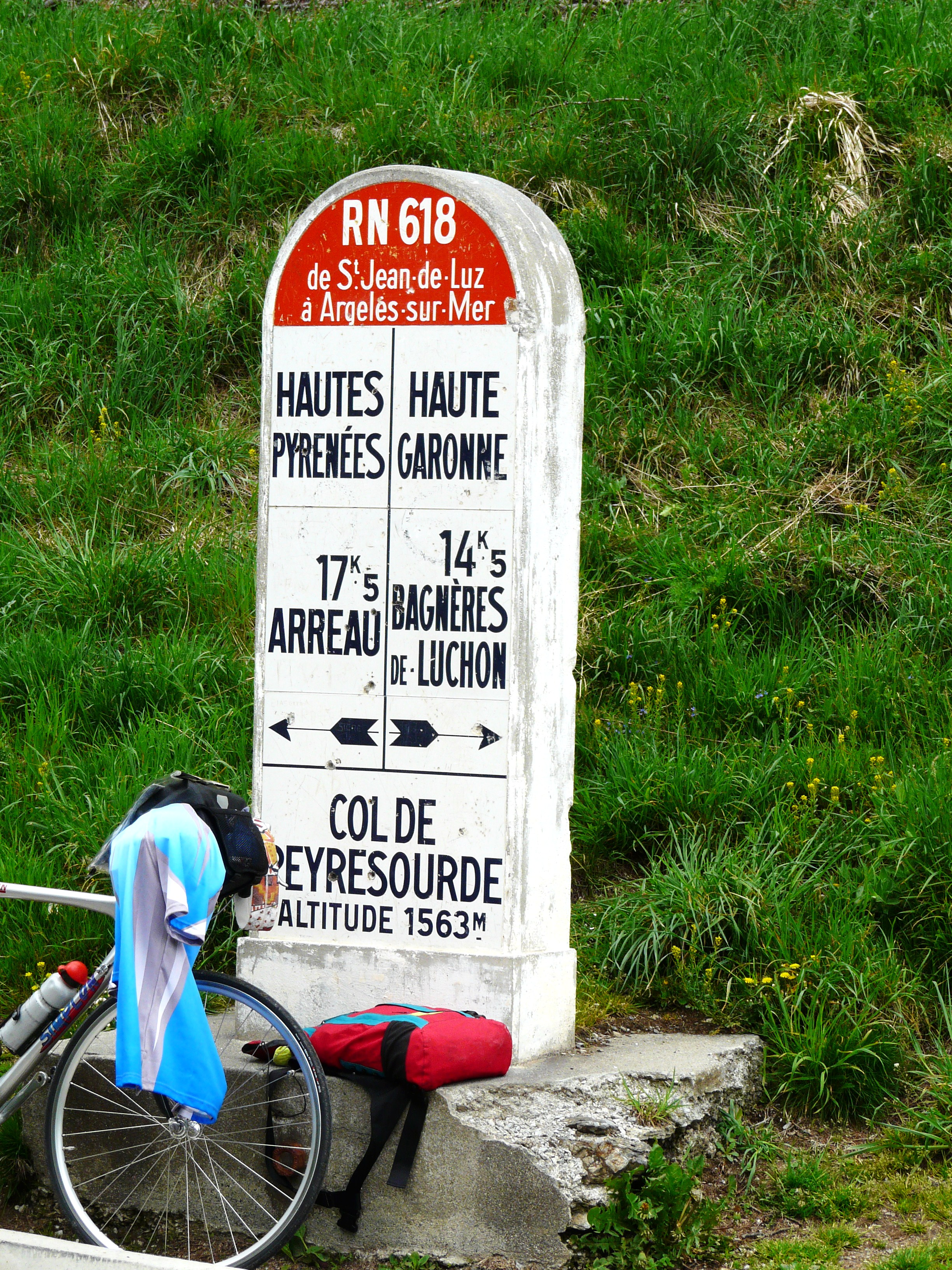
Fita al cim del coll de Pèira Sorda.

El coll de Pèira Sorda és un habitual del Tour de França. Es va pujar per primera vegada en l'edició de 1910 i Octave Lapize fou el primer a coronar-lo. Des d'aleshores ha estat pujat en 71 ocasions en aquesta cursa, la darrera d'elles en l'edició del Tour de França de 2025. El coll serveix d'enllaç entre el coll d'Aspin i eth Portilhon.
| Any  | Etapa | Cat. | Primer al cim              |
| ---- | ----- | ---- | -------------------------- |
| 2025 | 14    | 1    | Thymen Arensman (NED)      |
| 2024 | 15    | 1    | David Gaudu (FRA)          |
| 2021 | 17    | 1    | Anthony Turgis (FRA)       |
| 2020 | 8     | 1    | Nans Peters (FRA)          |
| 2019 | 12    | 1    | Tim Wellens (BEL)          |
| 2017 | 12    | 1    | Mikel Nieve (ESP)          |
| 2016 | 8     | 1    | Christopher Froome (GBR)   |
| 2014 | 17    | 1    | Vasil Kiryienka (BLR)      |
| 2013 | 9     | 1    | Thomas De Gendt (BEL)      |
| 2012 | 16    | 1    | Thomas Voeckler (FRA)      |
| 2010 | 16    | 1    | Sylwester Szmyd (POL)      |
| 2008 | 9     | 1    | Sebastian Lang (GER)       |
| 2007 | 15    | 1    | Alexander Vinokourov (KAZ) |
| 2006 | 11    | 1    | David de la Fuente (ESP)   |
| 2005 | 15    | 1    | Laurent Brochard (FRA)     |
| 2003 | 14    | 1    | Gilberto Simoni (ITA)      |
| 2001 | 13    | 1    | Laurent Jalabert (FRA)     |
| 1999 | 15    | 1    | Alberto Elli (ITA)         |
| 1998 | 10    | 1    | Rodolfo Massi (ITA)        |
| 1995 | 15    | 1    | Richard Virenque (FRA)     |
| 1994 | 12    | 1    | Roberto Torres (ESP)       |
| 1993 | 16    | 1    | Claudio Chiappucci (ITA)   |
| 1989 | 10    | 1    | Robert Millar (GBR)        |
| 1988 | 15    | 1    | Steven Rooks (NED)         |
| 1986 | 13    | 1    | Bernard Hinault (FRA)      |
| 1983 | 10    | 1    | Robert Millar (GBR)        |
| 1981 | 6     | 1    | Bernard Hinault (FRA)      |
| 1980 | 13    | 1    | Raymond Martin (FRA)       |
| 1979 | 3     | 2    | Bernard Hinault (FRA)      |
| 1976 | 14    | 1    | Luis Ocaña (ESP)           |
| 1974 | 16    | 2    | Vicente López Carril (ESP) |
| 1972 | 8     | 2    | Lucien Van Impe (BEL)      |
| 1971 | 16    | 2    | Lucien Van Impe (BEL)      |
| 1970 | 18    | 2    | Raymond Delisle (FRA)      |
| 1969 | 17    | 2    | Joaquim Galera (ESP)       |
| 1964 | 16    | 2    | Julio Jiménez (ESP)        |

| Any  | Etapa | Cat. | Primer al cim             |
| ---- | ----- | ---- | ------------------------- |
| 1963 | 11    | 2    | Federico Bahamontes (ESP) |
| 1962 | 12    | 2    | Federico Bahamontes (ESP) |
| 1961 | 17    | 2    | Imerio Massignan (ITA)    |
| 1960 | 11    | 1    | Kurt Gimmi (SUI)          |
| 1959 | 11    | 1    | Valentin Huot (FRA)       |
| 1958 | 14    | 1    | Federico Bahamontes (ESP) |
| 1956 | 12    | Esp. | Jean-Pierre Schmitz (LUX) |
| 1955 | 17    | 2    | Charly Gaul (LUX)         |
| 1954 | 12    | 2    | Federico Bahamontes (ESP) |
| 1953 | 11    | 2    | Jean Robic (FRA)          |
| 1952 | 17    | 2    | Antoni Gelabert (ESP)     |
| 1951 | 14    | 2    | Fausto Coppi (ITA)        |
| 1949 | 11    | 2    | Jean Robic (FRA)          |
| 1948 | 8     | 2    | Jean Robic (FRA)          |
| 1947 | 15    | 1    | Jean Robic (FRA)          |
| 1938 | 8     |      | Félicien Vervaecke (BEL)  |
| 1937 | 15    |      | Julián Berrendero (ESP)   |
| 1936 | 16    |      | Julián Berrendero (ESP)   |
| 1935 | 16    |      | Félicien Vervaecke (BEL)  |
| 1934 | 17    |      | René Vietto (FRA)         |
| 1933 | 17    |      | Vicente Trueba (ESP)      |
| 1927 | 11    |      | Nicolas Frantz (LUX)      |
| 1926 | 10    |      | Lucien Buysse (BEL)       |
| 1925 | 8     |      | Adelin Benoit (BEL)       |
| 1924 | 6     |      | Ottavio Bottecchia (ITA)  |
| 1923 | 6     |      | Jean Alavoine (FRA)       |
| 1922 | 6     |      | Jean Alavoine (FRA)       |
| 1921 | 6     |      | Hector Heusghem (BEL)     |
| 1920 | 6     |      | Firmin Lambot (BEL)       |
| 1919 | 6     |      | Honoré Barthélémy (FRA)   |
| 1914 | 6     |      | Firmin Lambot (BEL)       |
| 1913 | 6     |      | Philippe Thys (BEL)       |
| 1912 | 10    |      | Eugène Christophe (FRA)   |
| 1911 | 10    |      | Paul Duboc (FRA)          |
| 1910 | 10    |      | Octave Lapize (FRA)       |